# Спильное
Спильное (укр. Спільне) — село в Новгородковской поселковой общине Кропивницкого района Кировоградской области Украины.
До 1965 года носило название Новомихайловка (в официальных документах обозначалось как Н-Михайловка).
До 2020 года входило в Новгородковский район
Население по переписи 2001 года составляло 121 человек. Почтовый индекс — 28216. Телефонный код — 5241. Код КОАТУУ — 3523483903.